# Alain Bondue
Alain Bondue (Roubaix, 8 april 1959) is een voormalig Frans wielrenner. Hij won namens Frankrijk een zilveren medaille op de Olympische Zomerspelen 1980 in Moskou op het onderdeel Achtervolging. Op hetzelfde onderdeel was hij tweemaal wereldkampioen, in 1981 en 1982.
Momenteel is Bondue ploegleider bij Cofidis.

## Resultaten in voornaamste wedstrijden
| Jaar | Ronde van Italië | Ronde van Frankrijk | Ronde van Spanje |
| ---- | ---------------- | ------------------- | ---------------- |
| 1981 |                  |                     |                  |
| 1982 |                  |                     |                  |
| 1983 |                  |                     |                  |
| 1984 |                  | 99e                 |                  |
| 1985 |                  | 121e                |                  |
| 1986 |                  | 124e                | 102e (1)         |
| 1987 |                  |                     |                  |

| Jaar | Milaan-San Remo | Gent-Wevelgem | Parijs-Roubaix |
| ---- | --------------- | ------------- | -------------- |
| 1981 |                 |               |                |
| 1982 | Zilver          |               |                |
| 1983 | 73e             |               | 10e            |
| 1984 |                 | 66e           | ↑              |
| 1985 |                 |               |                |
| 1986 |                 |               | 22e            |
| 1987 |                 |               | 32e            |

Wielerploegen van Alain Bondue
Alban ·
Bazzo ·
Demeyre ·
Durant ·
Jourdan ·
Le Menn ·
Martínez ·
Michel ·
Muselet ·
Pescheux ·
Pipart ·
Poirier ·
Rosiers ·
Sherwen ·
Vallet ·
Van Den Haute ·
Vandenbroucke ·
Vanoverschelde · 
Bondue (stagiair)
Alban ·
Bazzo ·
Bondue ·
Demeyre ·
Durant ·
Guyot ·
Jourdan ·
Larpe ·
Martínez ·
Michel ·
Pescheux ·
Sherwen ·
Vallet ·
Van Den Haute ·
Vandenbroucke ·
Vanoverschelde
Alban ·
Bazzo ·
Bondue ·
De Muynck ·
De Wilde ·
Demeyre ·
Dithurbide ·
Durant ·
Guyot ·
Jourdan ·
Larpe ·
Maas ·
Sherwen ·
Simon ·
Vallet ·
Van Den Haute ·
Vandenbroucke ·
Vanoverschelde
Alban ·
Biondi ·
Bondue ·
Corre ·
De Maerteleire ·
De Muynck ·
De Wilde ·
Dithurbide ·
Gallopin ·
Guyot ·
Jourdan ·
Levavasseur ·
Sherwen ·
Simon ·
Vallet ·
Van Den Haute ·
Vandenbroucke ·
Vanoverschelde
Alban ·
Arnaud ·
Barrault ·
Beau ·
Biondi ·
Bondue ·
Braun ·
Campion ·
De Wilde ·
Delaurier ·
Le Bon ·
Levavasseur ·
Roche ·
Sherwen ·
J. Simon ·
R. Simon ·
Van Den Haute ·
Vandenbroucke ·
Vanoverschelde
Barrault ·
Beau ·
Bondue ·
Campion ·
Delaurier ·
Claveyrolat ·
Gauthier ·
Le Bigaut ·
Menthéour ·
Roche ·
Sherwen ·
J. Simon ·
R. Simon ·
Van Den Haute ·
Vandenbroucke ·
Vermote
Biondi ·
Bondue ·
Boyer ·
Fignon ·
Gaigne · 
Gayant ·
Hofeditz ·
Lavainne · 
Lecrocq ·
Lilholt ·
M. Madiot ·
Y. Madiot · 
Manfrin · 
Marie ·
Mottet ·
Poisson ·
Robert ·
Roux ·
Simonnot ·
Tegström
Biondi ·
Bondue ·
É. Boyer ·
P. Boyer ·
Fignon ·
Gavillet · 
Gayant ·
Guyot ·
Lavainne · 
Lilholt ·
M. Madiot ·
Y. Madiot · 
Manfrin · 
Marie ·
Mottet ·
Pelier ·
Poisson ·
Rué ·
Tegström